# Can Çapak
Can Çapak (* 3. März 1985) ist ein türkischer Dreibandspieler und Europameister.

## Karriere
Çapak fing im Alter von acht Jahren mit dem Karambolagebillard an. 2000 wurde er erstmals türkischer Juniorenmeister. Den Titel konnte er sich im folgenden Jahr erneut sichern und wurde dafür zum „Most Talented Player“ gewählt. Bis 2004 wiederholte er diesen Erfolg noch drei Mal. Mit nur 16 Jahren nahm er 2001 erstmals am Weltcup teil, konnte sich für die Finalrunde qualifizieren, unterlag jedoch in der 1. Runde dem Belgier Francis Fortan mit 1:3 Sätzen. Bei den Dreiband-Europameisterschaften der Junioren konnte Çapak 2003 die Bronzemedaille erringen. Von 2004 bis 2008 war er an der Akdeniz University Sports Academy als Lehrer/Trainer tätig. 2005 gewann er erneut eine Bronzemedaille, diesmal beim Turkey Cup, und einen fünften Platz bei der Dreiband-Weltmeisterschaft der Junioren. 2009 gelang ihm ein erneuter Sieg beim Turkey Cup. Seinen ersten großen Titel bei einem internationalen Turnier gewann er 2017 mit Tayfun Taşdemir bei der Dreiband-Europameisterschaft für Nationalmannschaften. Im April 2017 gewann er die niederländische 1st Division Finals.

## Erfolge
- Dreiband-Europameisterschaft für Nationalmannschaften:  2017
- Türkischer Juniorenmeister:  2000, 2001, 2002, 2003, 2004
- Türkische Vereinsmeisterschaft:  2008